# قانون الجنسية الرومانية
يتناول قانون الجنسية الروماني حقوقا وواجبات وامتيازات وفوائد محددة بين رومانيا والفرد. يستند قانون الجنسية الرومانية على حق الدم وتتوافق سياسة المواطنة الحالية في رومانيا مع قانون الجنسية الروماني الذي اعتمده البرلمان الروماني في 6 مارس 1991 ودستور رومانيا الذي اعتمد في 21 نوفمبر 1991.

## خلفية
كانت رومانيا تحت الحكم الشيوعي بين عامي 1947 و 1989. خلال المراحل الأولى للشيوعية تم التأكيد على مبادئ حق الدم وكان هناك حاجة إلى شعور قوي من القومية من جميع المواطنين الرومانيين. كانت الهجرة الدولية تخضع لرقابة صارمة من قبل النظام وكان السكان تحت رقابة صارمة. وأيد قانون الجنسية الرومانية لعام 1971 هذه المبادئ وأعرب عن تفوق الجنسية الرومانية. «وينص القانون رقم 24 بشأن الجنسية الرومانية الصادر في ديسمبر 1971 على أن نسل الامرأة الرومانية يعزى تلقائيا إلى الجنسية الرومانية بصرف النظر عن جنسية الأب». وتنص المادة 5 من القانون على ما يلي: «تعبيرا عن العلاقة بين الوالدين والأطفال والاستمرارية المتواصلة على أرض الأجيال السابقة التي قاتلت من أجل الحرية الاجتماعية والوطنية فإن الأطفال المولودين من آباء رومانيين في أراضي الجمهورية الاشتراكية رومانيا هي مواطنون رومانيون». وينص القانون أيضا على أن«رئيس الجمهورية وحده بصفته ممثلا للسلطة التنفيذية» يمكن أن يمنح أو يسحب الجنسية الرومانية.
وقد جلبت الأزمات الاقتصادية والاجتماعية والسياسية في الثمانينات تغيير في فهم التجانس الروماني. نشأ الصراع بين الدول المجرية والرومانية والارتباك بين المواطنة والهوية الوطنية أدى إلى العديد من الأسئلة المتعلقة بحدود الأمة وحقوق الأقليات الهنغارية التي تعيش في رومانيا. بعد سقوط الشيوعية في أوروبا الشرقية في عام 1989 وأعيدت صياغة قوانين المواطنة في رومانيا في الدستور الذي تم تشكيله حديثا. وأدت التفاعلات بين سياسات المواطنة في مختلف بلدان أوروبا الشرقية إلى مناقشات جديدة بشأن المواطنة المزدوجة التي كانت تحظر تقليديا على المواطنين الرومانيين.

## أساس القانون الحالي
ويستند قانون الجنسية الرومانية إلى السياسة الاجتماعية للدم الطليعية التي لا تحدد فيها الجنسية أو المواطنة حسب مكان الميلاد بل عن طريق جنسية سلفه وهو يتناقض مع حق التربة التي تحدد فيها المواطنة حسب مكان الميلاد.
وفيما يتعلق باللقطاء فإن قانون الجنسية الرومانية يتضمن عنصرا من عناصر القانون وهو حق التربة ويعتبر اللقطاء الذين وجدوا في رومانيا مواطنين رومانيين حتى يثبت خلاف ذلك.

## القانون
من المادة رقم 5؛ القانون 21 - الأطفال المولودون من مواطنين رومانيين على الأراضي الرومانية هم مواطنون رومانيون. وعلاوة على ذلك فإن المواطنين الرومانيين هم أيضا:
- ولد في الأراضي الرومانية حتى لو كان واحد فقط من الوالدين هو مواطن روماني.
- ولد في الخارج مع أحد الوالدين على الأقل يحمل الجنسية الرومانية.

ويمكن الحصول على الجنسية الرومانية بعد خمس سنوات من الإقامة في البلاد في حين يدل على معرفة العمل باللغة الرومانية ومعرفة الثقافة الرومانية.

## اكتساب الجنسية الرومانية
ويمكن الحصول على المواطنة في رومانيا بأربع طرق: الولادة والتبني والإعادة إلى الوطن والطلب.
- الولادة: يحصل جميع الأطفال المولودين للمواطنين الرومانيين على الجنسية عند الولادة. ويجوز أن يولد الطفل في إقليم روماني أو في الخارج ويجب أن يكون أحد الوالدين فقط مواطنا رومانيا. وبالإضافة إلى ذلك يمنح أي طفل عثر عليه في الأراضي الرومانية الجنسية إذا لم يعرف أي من الوالدين.[4]
- التبني: تمنح الجنسية لأي طفل يتبناه المواطنون الرومانيون قانونا. وإذا كان أحد الوالدين الحاضنين هو مواطن روماني فقط فإن الطفل لا يزال مؤهلا للحصول على الجنسية الرومانية ويتخذ القرار من قبل الآباء الحاضنين. وإذا لم يتمكنوا من التوصل إلى اتفاق متبادل ستقرر المحكمة المختصة. وإذا كان الطفل يبلغ من العمر 14 عاما أو أكثر فإن موافقته ضرورية.[4]
- الإعادة إلى الوطن: يمكن لأي شخص فقد الجنسية الرومانية أن يستعيد الجنسية إذا رغب في ذلك.[4] وبالإضافة إلى ذلك يحق لأي طفل أو حفيد لشخص فقد جنسيته العودة إلى الوطن.[5]
- الحصول على طلب: يجوز منح الجنسية للمواطنين الأجانب أو شخص دون جنسية مؤهلين من خلال إدراج واحدة من الفئات الثلاث التالية:
- ولد في رومانيا ويقيم حاليا هناك؛
- وقد أقام في رومانيا لمدة ثماني سنوات على الأقل؛ أو
- متزوج من مواطن روماني لمدة لا تقل عن خمس سنوات.

يجب أن يكون المتقدمون أيضا عمرهم 18 سنة ويكون لديهم فهم جيد للغة الرومانية والثقافة.
هناك عدد من المؤهلات التي قد تسمح بإزالة ما يصل إلى نصف متطلبات الوقت للحصول على الجنسية الرومانية وهذه تشمل:
- أن يكون مقدم الطلب شخصية معترف بها دوليا.
- أن يكون مقدم الطلب مواطنا لدولة عضو في الاتحاد الأوروبي.
- حصل مقدم الطلب على مركز اللاجئ.
- استثمر مقدم الطلب في رومانيا مبالغ تتجاوز 1.000.000 يورو.

### الجنسية المزدوجة
ووفقا للقانون المتعلق بالمواطنة الرومانية لعام 1991 يتمتع المواطنون الرومانيون حاليا بالحق في الحصول على جنسية مزدوجة. ولا يطلب من المواطنين الرومانيين الذين يتقدمون بطلب الحصول على الجنسية المزدوجة أن يقيموا إقامتهم في رومانيا وإذا ما قبلوا تمنح لهم نفس الحقوق التي يتمتع بها المواطنون غير المزدوجين. إن السياسة الرومانية بشأن الجنسية المزدوجة لا علاقة لها بسياسة الدول الأخرى ومن أجل أن تصبح بنجاح مواطنا مزدوجا من رومانيا يجب على الشخص أيضا تلبية متطلبات الجنسية المزدوجة في البلد الآخر. وكانت هناك حالات نجح فيها مقدمو الطلبات في استعادة جنسيتهم الرومانية ونتيجة لذلك فقدوا جنسية بلد آخر. ولا تتحمل الدولة الرومانية المسؤولية عن فقدان الجنسية إلى دولة أخرى نتيجة حصولها على الجنسية المزدوجة من رومانيا.

#### عواقب التجنيس واستعادة الجنسية الرومانية
وتنص المادة 10 من القانون على ما يلي: «يجوز منح الجنسية الرومانية للشخص الذي فقد هذه الجنسية ويطلب ترميمه مع الاحتفاظ بجنسيته الأجنبية.»
ولا تسمح بعض البلدان بمواطنة متعددة أو في حالة ما تسمح به فإنها تنص على فقدان جنسيتها تلقائيا عند الحصول على جنسية بلد آخر من خلال قرار طوعي (اختيار حر). ولا يمكن للدولة الرومانية أن تضمن أن يحتفظ المواطن الأجنبي بجنسيته الأجنبية عند استعادة جنسيته الرومانية. جميع مواطني هولندا الذين استعادوا الجنسية الرومانية قبل 1 أبريل 2003  فقدوا جنسيتهم الهولندية. وجميع مواطني هولندا الذين استعادوا جنسيتهم الرومانية بعد 1 أبريل 2003 ولم يستوفوا أحد الاستثناءات الثلاثة من فقدان الجنسية تلقائيا فقدوا جنسيتهم الهولندية. جميع المواطنين البلجيكيين البالغين الذين استعادوا الجنسية الرومانية قبل 9 يونيو 2007 فقدوا الجنسية البلجيكية.
وينطبق الشيء نفسه على الأشخاص الذين يحصلون على الجنسية كمواطنين رومانيين.
وهذا لا يشكل خطأ من الدولة الرومانية لأنه «وفقا للدستور الروماني والمادة 1؛ الفقرة 3؛ القانون رقم 21/1991 مع التغييرات اللاحقة والإضافات أعيد نشرها ويتمتع مواطنو رومانيا بحماية الدولة الرومانية - هذه الأحكام لا تذكر أي واجب للدولة الرومانية فيما يتعلق بالمواطنين الرومانيين السابقين أوالمستقبليين».
أدى تنفيذ الجنسية المزدوجة إلى العديد من الانتقادات في السنوات التالية. وقد تم انتقاد هذه السياسة لأنها شاملة للغاية. وذهب بعض الباحثين إلى أن السياسة حاولت التمسك بمبدأ الدستور الروماني بأن «السيادة الرومانية ملك للشعب الروماني» من خلال تركيز جهودها على التجانس العرقي بدلا من التنوع (فيردري 1996). وعلى النقيض من ذلك ادعت بلدان أوروبا الشرقية المجاورة أن السياسة كانت أداة «توسع زاحف» وظلت متشككة في الدوافع وراء الشمولية الجديدة لرومانيا. في حين أن السياسة لا تزال تناقش اليوم قبول رومانيا في الاتحاد الأوروبي في عام 2007 غيرت التركيز على مناقشة المواطنة داخل رومانيا ومع الدول المجاورة وتسعى القبول في الاتحاد الأوروبي وتراجع الانتقاد في الخارج.

### المواطنة الفخرية
وتنص المادة 40 من قانون المواطنة الرومانية على ما يلي: «يجوز منح الجنسية الرومانية المعنونة» المواطنة الفخرية «لبعض الأجانب للحصول على خدمات خاصة لصالح البلد والشعب الروماني بناء على اقتراح الحكومة دون أي شكليات أخرى بواسطة البرلمان الروماني. ويتمتع الأشخاص الذين يكتسبون الجنسية الفخرية بجميع الحقوق المدنية والسياسية المعترف بها للمواطنين الرومانيين باستثناء حق الانتخاب والترشيح العام».

## مواطنة الاتحاد الأوروبي
المواطنون الرومانيون هم أيضا من مواطني الاتحاد الأوروبي وبالتالي يتمتعون بحرية الحركة  ولهم الحق في التصويت في انتخابات البرلمان الأوروبي.

## فقدان الجنسية الرومانية
يمكن فقدان الجنسية عن طريق سحب الجنسية الرومانية أو قبول إخلاء الجنسية الرومانية نتيجة لارتكاب جرائم خطيرة تضر بالدولة الرومانية أو التجند في جيش دولة مضاده لرومانيا حيث أنها كسرت أي علاقات دبلوماسية معها. ويمكن للمواطن أن يتخلى عن جنسيته ما دام لا يتهم في قضية جنائية أو يدين بنوع من الدين لأي فرد أو هيئة من مؤسسات الدولة.
وبغض النظر عن أفعال الفرد لا يمكن سحب الجنسية الرومانية إذا اكتسبت بالولادة.

## حرية سفر المواطنين الرومانيين

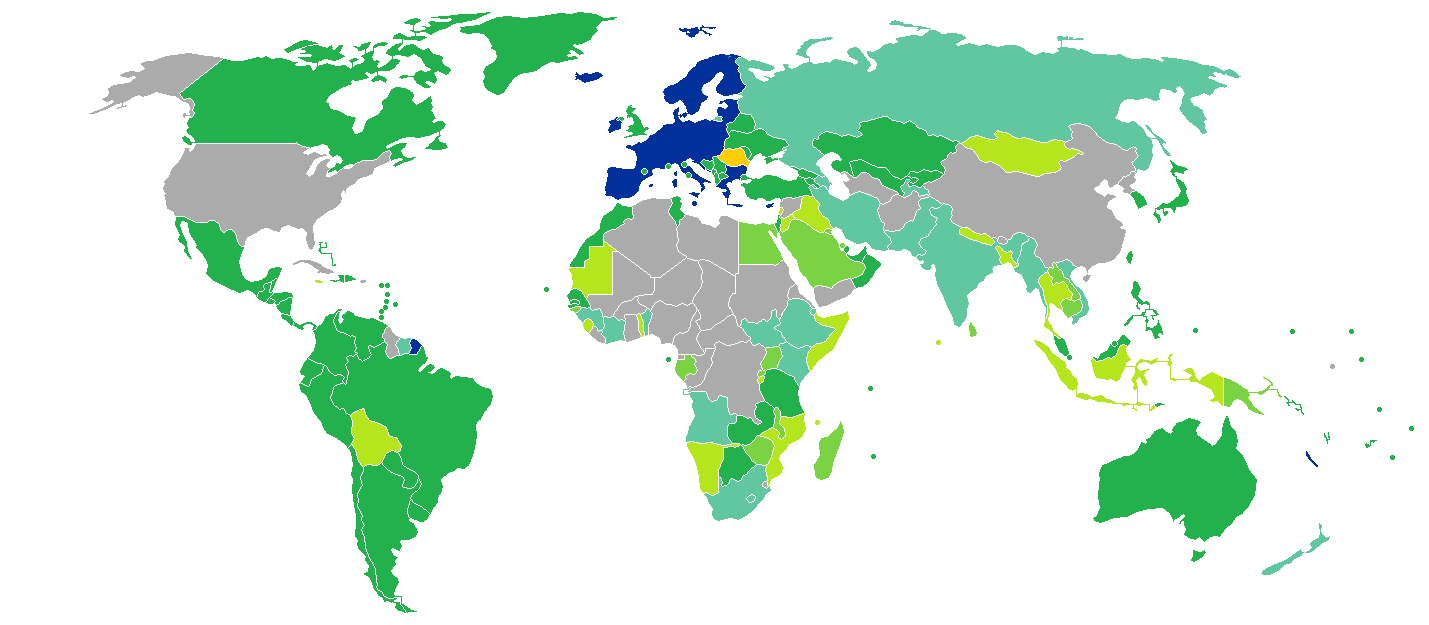
متطلبات التأشيرة للمواطنين الرومانيين

متطلبات التأشيرة للمواطنين الرومانيين هي القيود الإدارية التي تفرضها سلطات الأقاليم الأخرى على مواطني رومانيا واعتبارا من 2023 كان للمواطنين الرومانيين تأشيرة دخول أو تأشيرة عند وصولهم إلى 176 بلدا وإقليما ليحتل جواز السفر الرومانى المرتبة 23 من حيث حرية السفر وفقا لمؤشر القيود المفروضة على التأشيرة.

## روابط خارجية
- Ministry of Justice - National Authority on Citizenship
- Romanian Citizenship Law
- Constitution of Romania